# Брассёр, Анн
Анн Брассёр (фр. Anne Brasseur; 19 мая 1950, Люксембург) — люксембургский политик. 
С 27 января 2014 по 24 января 2016 года была Председателем Парламентской ассамблеи Совета Европы (ПАСЕ).

## Образование
- Тюбингенский университет Эберхарда-Карла
- Университет в Мангейме: бакалавр в психологии
- Гарвардский университет, Школа государственного управления, программа для руководителей высшего звена в правительстве
- Знает 5 языков: французский, английский, немецкий, люксембургский, итальянский

## Карьера

### Люксембург
- Член Палаты депутатов Великого Герцогства Люксембург в 1979—1999 годах и с 2004 года
- Министр образования и спорта в 1999—2004 годах
- Вице-мэр города Люксембург в 1982—1999 и в 2005—2009 годах
- Муниципальный советник от города Люксембург в 1976—1981

### ПАСЕ
Член Парламентской ассамблеи Совета Европы в 1993—1999 годах и с 2004 года.
С 27 января 2014 года по январь 2016 — председатель ПАСЕ. В январе 2015 года избрана на второй срок председательства.

#### Доклады в ПАСЕ
Подготовила 15 докладов, в том числе:
- «Религиозное измерение межкультурного диалога»
- «Политические изменения в Тунисе»
- «Борьба против расизма, ксенофобии, антисемитизма и нетерпимости»
- «Защита и укрепление прав человека беженцев и лиц, ищущих убежища в Европе»
- «Опасность креационизма в образовании»

## Гражданская позиция
- Бывший президент Ассоциации свободных женщин Люксембурга
- Волонтер благотворительных организаций

## Награды
В 1998 году награждена орденом Дубовой Короны (Люксембург).

## Личная жизнь
Любит музыку, увлекается спортом. Воспитывает дочь.